# Phare de Roscoff
Le phare de Roscoff est un phare à terre construit en pleine ville de Roscoff, commune du Finistère.

## Historique
- En 1880, feu fixe blanc sur un candélabre en fonte et cabane en tôle, à l'extrémité du môle nord.
- En 1884, feu directionnel rouge sur cabane en tôle, près de l'abri du canot de sauvetage.

Comme la hauteur du feu est jugée insuffisante, il est prévu de construire une nouvelle tour plus élevée dès 1914. Mais les travaux sont suspendus à cause de la Première Guerre mondiale et ne reprennent qu'en 1934.

## Phare actuel
Il a été mis en service en  1934.
Il est construit à 430 m en arrière du feu antérieur.
C'est une tour carrée pyramidale sur un soubassement carré tous deux en maçonnerie de pierres apparentes (granite), à côté d'un logement de gardien.
Automatisé depuis 2002, il est gardienné et visitable en été.